# Televisa
Grupo Televisa, S.A.B., allmänt känd som Televisa, är ett mexikanskt massmedieföretag med huvudkontor i Mexico City. Det är noterat på Bolsa Mexicana de Valores och New York Stock Exchange.
Mediekonglomeratet dominerar TV-marknaden i Mexiko, det största spansktalande landet i världen, med en publikandel på 60 till 85 procent. Den har även verksamhet i andra latinamerikanska länder och exporterar huvudsakligen telenoveller till över 75 länder.

## Historia
Televisa grundades 1973 som ett resultat av en sammanslagning av Telesistema Mexicano och Televisión Independiente de Mexico från fyra moder-TV-nätverk, XHTV-TV, XEW-TV, XHGC-TV och XEQ-TV. Företaget ägs av familjen Azcárraga. Det har letts och ägts av tre generationer av Azcárraga; var och en har markerat en era för företaget fram till 2017, var och en hade överfört ägandet av företaget till sin son vid hans död.

## Kanaler

### Markbundna kanaler
- Las Estrellas
- Canal 5
- Nueve
- Foro

### Kabelkanaler
- Adrenalina Sports Network
- Bandamax
- Bitme
- De Película
- De Película Clásico
- Distrito Comedia
- Golden and Golden Edge
- Golden Premier
- Las Estrellas Internacional
- TLN Network
- Tlnovelas
- Telehit
- Telehit Música
- Telemundo Internacional
- TUDN
- Unicable